# 富代
富代（法語：Fouday，法語發音：[fudɛ] ⓘ）是法国下莱茵省的一个市镇，位于该省西南部，属于莫尔塞姆区。

## 地理
富代（48°25'15"N, 7°11'10"E）面积2.05 平方千米，位于法国大東部大區下莱茵省，该省份为法国大陆部分最东部的省份，是阿尔萨斯的一部分，今与上莱茵省组成了阿尔萨斯欧洲集体，其南至上莱茵省，西南接孚日省和默尔特-摩泽尔省，西接摩泽尔省，北与德国接壤。
与富代接壤的市镇（或旧市镇、城区）包括：布朗什吕、普莱讷、圣布莱斯拉罗什、索尔巴克、瓦尔代尔斯巴克。
富代的时区为UTC+01:00、UTC+02:00（夏令时）。

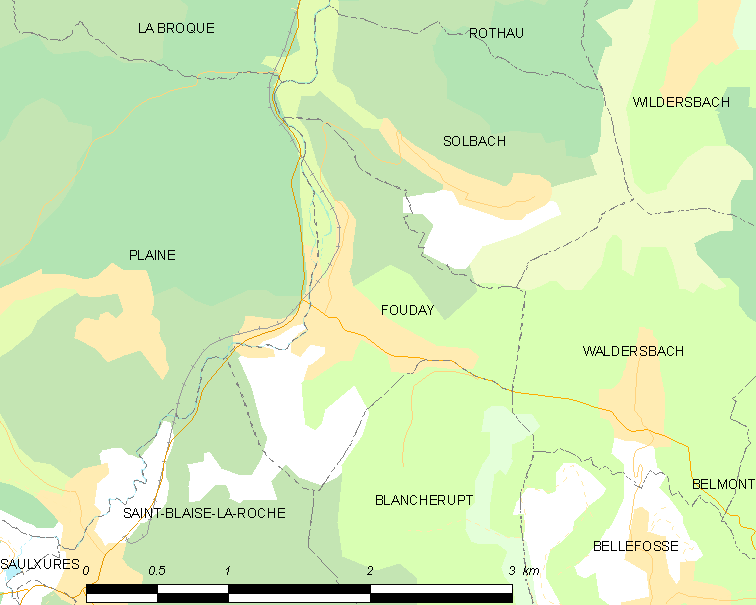
富代的OSM定位图

## 行政
富代的邮政编码为67130，INSEE市镇编码为67144。

## 政治
富代所属的省级选区为米齐格县。

## 人口

1962-2008年间富代人口变化图示

富代于2022年1月1日时的人口数量为345人。